# Глобица
Гло̀бица (на македонска литературна норма: Глобица) е бивше село в североизточната част на Северна Македония.

## География
Селото е било разположено на територията на днешната община Пробищип на десния бряг на Злетовската река между селата Ратавица от север и Трипатанци от юг. Днес местността е популярно място за отдих.

## История
Селото е споменато сред владенията на близкия манастир „Свети Гаврил Лесновски“ в грамота на цар Стефан Душан от ок. 1350 г., но отсъства в грамотата на деспот Константин Драгаш от 1381 г.
В XIX век Глобица е малко българско село в Кратовска кааза на Османската империя. Според статистиката на Васил Кънчов („Македония. Етнография и статистика“) от 1900 г. Глобица има 65 жители, всички българи християни.
Цялото население на селото е под върховенството на Българската екзархия. По данни на секретаря на екзархията Димитър Мишев („La Macédoine et sa Population Chrétienne“) в 1905 година в Глобица (Globitza) има 40 българи екзархисти.
При избухването на Балканската война един човек от Глобица е доброволец в Македоно-одринското опълчение. След Междусъюзническата война селото попада в Сърбия.

## Личности
Родени в Глобица
- Коце Лазаров (Коцо, 1877/1880), деец на ВМОРО, македоно-одрински опълченец, четата на Славчо Абазов[6][7]